# Filmografia lui Martin Scorsese
Aceasta este filmografia lui Martin Scorsese care include filmele în care a fost creditat ca regizor, producător sau scenarist precum și numărul de nominalizări și premii obținute de filmele acestuia la cele mai importante ceremonii.

## Filmografie

### Lung metraje
| An   | Film                         | Creditat ca                    | Note |
| ---- | ---------------------------- | ------------------------------ | --- |
| 1967 | Cine bate la ușa mea?        | Regizor/scenarist              | |
| 1972 | Jaf la drumul de fier        | Regizor/scenarist (necreditat) | |
| 1973 | Crimele din Mica Italie      | Regizor/scenarist/producător   | |
| 1974 | Alice nu mai locuiește aici  | Regizor                        | Nominalizare la Premiul BAFTA pentru cel mai bun regizor |
| 1976 | Șoferul de taxi              | Regizor/actor                  | Palme d'Or la Festivalul de Film de la Cannes Nominalizare la Premiul Oscar pentru cel mai bun film Nominalizare la Premiul BAFTA pentru cel mai bun regizor |
| 1977 | New York, New York           | Regizor                        | |
| 1980 | Taurul furios                | Regizor/scenarist              | Nominalizare la Premiul Oscar pentru cel mai bun regizor Nominalizare la Premiul Globul de Aur pentru cel mai bun regizor |
| 1982 | Regele comediei              | Regizor                        | Nominalizare la Premiul BAFTA pentru cel mai bun regizor Nominalizare la Palme d'Or |
| 1985 | O noapte ciudată             | Regizor/scenarist              | Premiul Cannes pentru cel mai bun regizor Nominalizare la Palme d'Or Nominalizare la Premiul César pentru cel mai bun film străin |
| 1986 | Culoarea banilor             | Regizor                        | |
| 1988 | Ultima ispită a lui Isus     | Regizor/scenarist              | Nominalizare la Premiul Oscar pentru cel mai bun regizor Nominalizare la Leul de Aur la Festivalul de Film de la Veneția |
| 1990 | Băieți buni                  | Regizor/producător/scenarist   | Premiul BAFTA pentru cel mai bun film Premiul BAFTA pentru cel mai bun regizor Premiul BAFTA pentru cel mai bun scenariu adaptat Leul de Argint la Festivalul de Film de la Veneția Nominalizare la Premiul Oscar pentru cel mai bun film Nominalizare la Premiul Oscar pentru cel mai bun regizor Nominalizare la Premiul Oscar pentru cel mai bun scenariu adaptat Nominalizare la Premiul César pentru cel mai bun film străin Nominalizare la Premiul Globul de Aur pentru cel mai bun regizor Nominalizare la Premiul Globul de Aur pentru cel mai bun scenariu |
| 1991 | Promontoriul groazei         | Regizor                        | Nominalizare la Ursul de Aur la Festivalul de Film de la Berlin |
| 1993 | Vârsta inocenței             | Regizor/scenarist              | Nominalizare la Premiul Oscar pentru cel mai bun scenariu adaptat Nominalizare la Premiul Globul de Aur pentru cel mai bun regizor |
| 1995 | Casino                       | Regizor/scenarist              | Nominalizare la Premiul Globul de Aur pentru cel mai bun regizor |
| 1997 | Kundun                       | Regizor                        | |
| 1999 | Între viață și moarte        | Regizor                        | |
| 2002 | Bandele din New York         | Regizor                        | Premiul Globul de Aur pentru cel mai bun regizor Nominalizare la Premiul Oscar pentru cel mai bun regizor Nominalizare la Premiul BAFTA pentru cel mai bun regizor Nominalizare la Premiul César pentru cel mai bun film străin |
| 2004 | Aviatorul                    | Regizor                        | Premiul BAFTA pentru cel mai bun film Nominalizare la Premiul Oscar pentru cel mai bun regizor Nominalizare la Premiul BAFTA pentru cel mai bun regizor Nominalizare la Premiul Globul de Aur pentru cel mai bun regizor |
| 2006 | Cârtița                      | Regizor                        | Premiul Oscar pentru cel mai bun regizor Premiul Globul de Aur pentru cel mai bun regizor Nominalizare la Premiul BAFTA pentru cel mai bun regizor |
| 2010 | Shutter Island               | Regizor/producător             | |
| 2011 | Hugo                         | Regizor/producător             | Premiul Globul de Aur pentru cel mai bun regizor Nominalizare la Premiul Oscar pentru cel mai bun film Nominalizare la Premiul Oscar pentru cel mai bun regizor Nominalizare la Premiul BAFTA pentru cel mai bun regizor Nominalizare la Premiul Globul de Aur pentru cel mai bun film dramatic |
| 2013 | Lupul de pe Wall Street      | Regizor/producător             | Nominalizare la Premiul Oscar pentru cel mai bun film Nominalizare la Premiul Oscar pentru cel mai bun regizor Nominalizare la Premiul BAFTA pentru cel mai bun regizor |
| 2014 | Revenge of the Green Dragons | Producător executiv            | |
| 2015 | Tomorrow                     | Producător executiv            | |
| 2016 | Silence                      | Regizor                        | |
| 2019 | The Irishman                 | Regizor/producător             | Nominalizare la Premiul Oscar pentru cel mai bun film Nominalizare la Premiul Oscar pentru cel mai bun regizor Nominalizare la Premiul Globul de Aur pentru cel mai bun film dramatic Nominalizare la Premiul Globul de Aur pentru cel mai bun regizor Nominalizare la Premiul BAFTA pentru cel mai bun film Nominalizare la Premiul BAFTA pentru cel mai bun regizor |

### Documentare
| An   | Titlu                                                           | Note                                                        |
| ---- | --------------------------------------------------------------- | ----------------------------------------------------------- |
| 1970 | Street Scenes                                                   |                                                             |
| 1974 | Italianamerican                                                 |                                                             |
| 1978 | The Last Waltz                                                  |                                                             |
| 1978 | American Boy: A Profile of Steven Prince                        |                                                             |
| 1995 | A Personal Journey with Martin Scorsese Through American Movies |                                                             |
| 1999 | My Voyage to Italy                                              |                                                             |
| 2003 | The Blues                                                       |                                                             |
| 2005 | No Direction Home: Bob Dylan                                    |                                                             |
| 2008 | Shine a Light                                                   |                                                             |
| 2010 | Public Speaking                                                 |                                                             |
| 2011 | George Harrison: Living in the Material World                   | Nominalizare la Premiul BAFTA pentru cel mai bun documentar |
| 2014 | The 50 Year Argument                                            | Co-regizat de David Tedeschi                                |
| 2019 | Rolling Thunder Revue: A Bob Dylan Story by Martin Scorsese     |                                                             |

### Scurt metraje
| An   | Titlu                                                   | Note                      |
| ---- | ------------------------------------------------------- | ------------------------- |
| 1959 | Vesuvius VI                                             |                           |
| 1963 | What's a Nice Girl Like You Doing in a Place Like This? |                           |
| 1964 | It's Not Just You, Murray!                              |                           |
| 1967 | The Big Shave                                           |                           |
| 1987 | "Bad"                                                   | Videoclip Michael Jackson |
| 1989 | New York Stories                                        | Segmentul Life Lessons    |
| 1990 | Made in Milan                                           |                           |
| 2007 | The Key to Reserva                                      |                           |

## Nominalizări și premii
| An    | Film                        | Nominalizări la Premiile Oscar | Premii Oscar câștigate | Nominalizări la Globul de Aur | Globuri de Aur câștigate | Nominalizări la Premiile BAFTA | Premii BAFTA câștigate |
| ----- | --------------------------- | ------------------------------ | ---------------------- | ----------------------------- | ------------------------ | ------------------------------ | ---------------------- |
| 1967  | Cine bate la ușa mea?       |                                |                        |                               |                          |                                |                        |
| 1972  | Jaf la drumul de fier       |                                |                        |                               |                          |                                |                        |
| 1973  | Crimele din Mica Italie     |                                |                        |                               |                          |                                |                        |
| 1974  | Alice nu mai locuiește aici | 3                              | 1                      | 2                             |                          | 7                              | 4                      |
| 1976  | Șoferul de taxi             | 4                              |                        | 2                             |                          | 7                              | 3                      |
| 1977  | New York, New York          |                                |                        | 4                             |                          | 2                              |                        |
| 1980  | Taurul furios               | 8                              | 2                      | 7                             | 1                        | 4                              | 2                      |
| 1982  | Regele comediei             |                                |                        |                               |                          | 5                              | 1                      |
| 1985  | O noapte ciudată            |                                |                        | 1                             |                          | 1                              |                        |
| 1986  | Culoarea banilor            | 4                              | 1                      | 2                             |                          |                                |                        |
| 1988  | Ultima ispită a lui Isus    | 1                              |                        | 2                             |                          |                                |                        |
| 1990  | Băieți buni                 | 6                              | 1                      | 5                             |                          | 7                              | 5                      |
| 1991  | Promontoriul groazei        | 2                              |                        | 2                             |                          | 2                              |                        |
| 1993  | Vârsta inocenței            | 5                              | 1                      | 4                             | 1                        | 4                              | 1                      |
| 1995  | Casino                      | 1                              |                        | 2                             | 1                        |                                |                        |
| 1997  | Kundun                      | 4                              |                        | 1                             |                          |                                |                        |
| 1999  | Între viață și moarte       |                                |                        |                               |                          |                                |                        |
| 2002  | Bandele din New York        | 10                             |                        | 5                             | 2                        | 12                             | 1                      |
| 2004  | Aviatorul                   | 11                             | 5                      | 6                             | 3                        | 14                             | 4                      |
| 2006  | Cârtița                     | 5                              | 4                      | 6                             | 1                        | 6                              |                        |
| 2010  | Shutter Island              |                                |                        |                               |                          |                                |                        |
| 2011  | Hugo                        | 11                             | 5                      | 3                             | 1                        | 10                             | 2                      |
| 2013  | Lupul de pe Wall Street     | 5                              |                        | 2                             | 1                        | 4                              |                        |
| 2016  | Silence                     | 1                              |                        |                               |                          |                                |                        |
| 2019  | The Irishman                | 10                             |                        | 5                             |                          | 10                             |                        |
| Total | Total                       | 91                             | 20                     | 61                            | 11                       | 95                             | 23                     |